# 特洛伊 (密蘇里州)
特洛伊（英語：Troy）是位於美國密蘇里州林肯縣的城市。同時該地也是林肯縣的縣治。

## 人口
根據2020年美國人口普查的數據，特洛伊的面積為20.10平方千米，當中陸地面積為19.99平方千米，而水域面積為0.11平方千米。當地共有人口12686人，而人口密度為每平方千米631人。